# Степове (Степівська сільська громада)
Степове́ (в минулому — Карлсруе, Калістрово) — село в Україні, у Миколаївському районі Миколаївської області. Адміністративний центр Степівської сільської громади. Населення становить 1869 осіб.

## Населення

### Мова
Розподіл населення за рідною мовою за даними перепису 2001 року:
| Мова       | Кількість | Відсоток |
| ---------- | --------- | -------- |
| українська | 1760      | 94.17%   |
| російська  | 98        | 5.25%    |
| циганська  | 6         | 0.32%    |
| румунська  | 3         | 0.16%    |
| німецька   | 1         | 0.05%    |
| болгарська | 1         | 0.05%    |
| Усього     | 1869      | 100%     |

## Історія
Поселення входило у німецький Березанський колоністський округ у складі Одеського повіту Херсонської губернії. Станом на 1886 у німецькій колонії Карлсруе Ландауської волості Одеського повіту Херсонської губернії мешкало 2132 особи, налічувалось 190 дворових господарств, існували римо-католицька церква, школа, 2 лавки та ренський погріб.
У 1881—1885 рр. за проектом архітектора Корфа в романсько-готичному стилі та з міцного черепашнику побудовано католицький храм Святого Петра і Павла. Оздоблення храму збагачувалося щороку: кірха обзавелася власним органом, для декорації стін фресками залучили іноземного художника, усередині з’явилися вісім статуй Святих на чолі з Дівою Марією. Наразі все втрачено.
7 (20) листопада 1917 року, відповідно до Третього Універсалу Української Центральної Ради, увійшло до складу Української Народної Республіки.  
На сьогоднішній день напівзруйнована кірха належить Українській православній церкві Московського патріархату, проте реставраційні роботи в ній так і не проводилися.
У 1925—1939 роках село Карлсруе входило до складу Карл-Лібкнехтівського німецького національного району Миколаївської округи (з 1932 — Одеської області).

## Символіка
Символіку села затверджено 22 жовтня 2020 року рішенням XLVII позачергової сесії депутатів 7 скликання Степівської сільської ради №3.

### Герб
Герб села Степове має форму щита іспанського типу У синьому полі на зеленій основі боковий фасад будівлі неоготичної архітектури золотого кольору трьохрівневої, перекритої дахом срібного кольору, великими стрільчатими вікнами з вітражами синього кольору та вікнами круглої форми на другому рівні такого ж кольору. Будівля увінчана золотим хрестом на гостроверхому шпилі, який опирається на двоповерхову дзвіницю. Над будівлею срібний лелека який злітає, із чорним пір’ям у крилах і червоним дзьобом і лапами. У зеленій основі золотий стиглий соняшник із чорно-золотою серцевиною. Щит обрамлено декоративним золотим картушем і увінчано золотою сільською короною у вигляді п’яти колосків. Під картушем розташована стрічка з назвою села та роком його заснування, поруч розміщено декоративний елемент у вигляді грона калини.

### Прапор
Прапор села Степове квадратне полотнище у синьому полі на зеленій основі. Боковий фасад будівлі неоготичної архітектури золотого кольору трьохрівневої, перекритої дахом срібного кольору, великими стрільчатими вікнами з вітражами синього кольору та вікнами круглої форми на другому рівні такого ж кольору. Будівля увінчана золотим хрестом на гостроверхому шпилі, який опирається на двоповерхову дзвіницю. У зеленій основі золотий стиглий соняшник із чорно-золотою серцевиною.